# Еритроцитарна маса

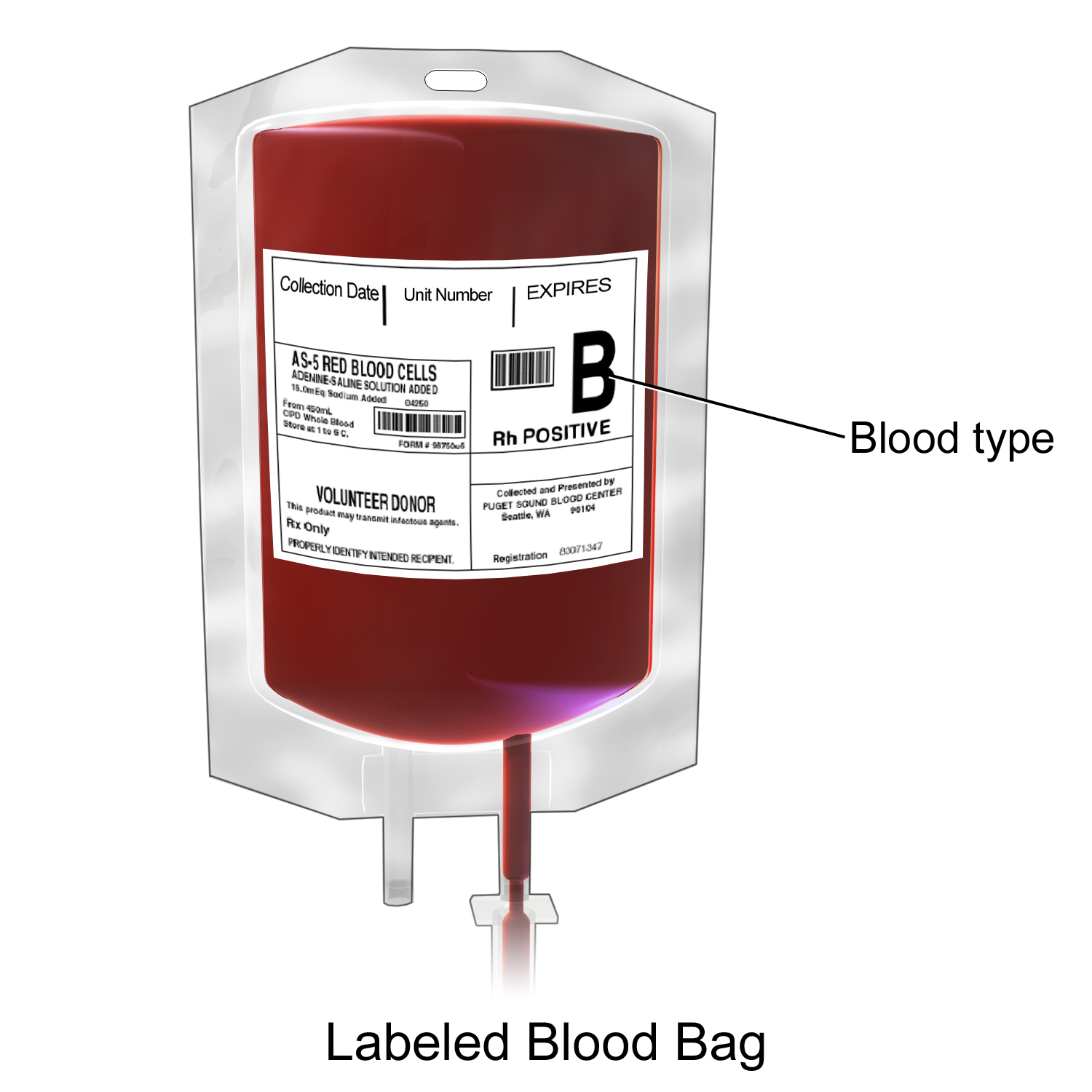
Пластиковий контейнер з еритрацитарною масою

Еритроцитарна маса (концентрат еритроцитів)—компонент консервованої донорської крові, який складається із еритроцитів, плазми і домішку лейкоцитів та тромбоцитів, має не менше 70,0 % (65‑75 %, 65‑80 %) еритроцитів та використовується для гемотрансфузії.
Еритроцитарна маса входить до Орієнтовний перелік життєвонеобхідних лікарських засобів, розроблений ВООЗ та до Національного переліку основних лікарських засобів затвердженого в Україні.
Еритроцитарних компонентів крові в Україні у 2021 р. заготовлено 106 582,9 л, що на 7577,9 л більше, ніж у 2020 р. Для трансфузій до лікувально-профілактичних закладів передано 51,5 % (54 838,4 л) їх кількості, у 2020 р. — 66,8 % (66 159,9 л).

## Варіанти препарату
У лікувальній практиці можуть застосовуватись еритроцити декількох видів, залежно від методу забору і показань до гемотерапії:
- «Еритроцити» (концентрат еритроцитів[1]) — компонент донорської крові, отриманий з консервованої крові методами первинного фракціонування без наступної переробки з видаленням більшої частини плазми. Об'єм однієї дози становить (280±50 мл), вміст гемоглобіну не менше 45 г/дозу, гемоліз — менше 0,8 % маси еритроцитів наприкінці терміну зберігання. Гематокрит компонента становить 0,65–0,75 г/л.[4]
- «Еритроцити відмиті» — еритроцити з видаленням залишків плазми, антикоагулянту, електролітів, лейкоцитів і тромбоцитів шляхом використання розчинів для відмивання, мануальним або апаратним методом, що зменшує реактивність цього середовища. Об'єм однієї дози становить (200±20) мл; вміст гемоглобіну не менше 40 г/дозу, гемоліз — менше 0,8 % маси еритроцитів наприкінці терміну зберігання, лейкоцитів менше 1,0х106 в дозі, білку менше 0,5 % г/дозу. Гематокрит компонента становить 0,65–0,75 г/л.[4]
- «Еритроцити у додатковому розчині (завись еритроцитів)» — компонент донорської крові, заготовлений на гемокоагулянті ЦФД, отриманий за допомогою центрифугування і максимального видалення плазми з наступним додаванням розчину консерванту САГМ (100 мл).[4] Еритроцити ресуспендовані в консервуючому розчині (співвідношення еритроцитів і розчину зумовлює її гематокрит, а склад і властивості розчину — термін зберігання).[1] У компонента «Завись еритроцитів» в'язкість нижче, ніж у еритроцитів, тому його реологія значно краща і не потребує додаткового введення ізотонічного розчину натрію хлориду. Термін зберігання компонента «Завись еритроцитів» подовжується до 42 діб. Об'єм однієї дози становить (350±50) мл, вміст гемоглобіну не менше 45 г/дозу, гемоліз — менше 0,8 % маси еритроцитів наприкінці терміну зберігання. Гематокрит компонента становить 0,65–0,75 г/л.[4]
- «Еритроцити з видаленим тромболейкоцитарним шаром» — еритроцитовмісний компонент крові, який отримують за допомогою центрифугування з видаленням плазми і тромболейкоцитарного шару. Застосована технологія забезпечує максимальне вилучення лейкоцитів, тромбоцитів, що сприяє зниженню ризику переносу інфекцій, зменшенню кількості мікроагрегатів та фібринних згустків і вивільненню цитокінів. Об'єм однієї дози становить (250±50) мл. Вміст гемоглобіну не менше 43 г/дозу, лейкоцитів 24 менше 1,2×109 у дозі, гемоліз — менше 0,8 % маси еритроцитів наприкінці терміну зберігання. Гематокрит компонента становить 0,65–0,75 г/л.[4]
- «Еритроцити з видаленим тромболейкоцитарним шаром у додатковому розчині (завись еритроцитів з видаленим тромболейкоцитарним шаром)» — еритроцитовмісний компонент крові, заготовленої на гемокоагулянті ЦФД, який отримують за допомогою центрифугування та видалення плазми і тромболейкоцитарного шару з наступним ресуспендуванням у додатковому розчині САГМ (80–100 мл). Застосована технологія забезпечує максимальне вилучення лейкоцитів, тромбоцитів, що сприяє зниженню ризику переносу інфекцій, зменшенню кількості мікроагрегатів та фібринних згустків і вивільненню цитокінів. Об'єм однієї дози становить (250±50) мл. Вміст гемоглобіну не менше 43 г/дозу, лейкоцитів не більше 1×109 в дозі, гемоліз — менше 0,8 % маси еритроцитів наприкінці терміну зберігання. Гематокрит компонента становить 0,50–0,70 г/л.[4]
- «Еритроцити, збіднені на лейкоцити» — еритроцитовмісний компонент крові, заготовленої на гемокоагулянтах ЦФДА-1 або «Глюгіцир», який отримують шляхом лейкофільтрації з використанням лейкофільтрів. Застосована технологія забезпечує максимальне вилучення лейкоцитів, що сприяє зниженню ризику переносу інфекцій, зменшенню кількості мікроагрегатів та фібринних згустків і вивільненню цитокінів. Лейкофільтрація не змінює терміну придатності еритроцитів. Об'єм однієї дози становить (250±50) мл. Вміст гемоглобіну не менше 40 г/дозу, лейкоцитів менше 1×106 в дозі, гемоліз — менше 0,8 % маси еритроцитів наприкінці терміну зберігання. Гематокрит компонента становить 0,50–0,70 г/л.[4]
- «Еритроцити, збіднені на лейкоцити у додатковому розчині» — еритроцитовмісний компонент крові, заготовленої на гемокоагулянті ЦФД, який отримують шляхом лейкофільтрації під час первинного фракціонування крові з використанням фільтр Leukotrap WB — Pall, або його аналогів та додавання додаткового розчину САГМ (80–100 мл). Застосована технологія забезпечує максимальне вилучення лейкоцитів, що сприяє зниженню ризику переносу інфекцій, зменшенню кількості мікроагрегатів та фібринних згустків і вивільненню цитокінів. Лейкофільтрація не змінює термін придатності еритроцитів. Об'єм однієї дози становить (320±50) мл. Вміст гемоглобіну не менше 40 г/дозу, лейкоцитів не більше 1×106 в дозі, гемоліз — менше 0,8 % маси еритроцитів наприкінці терміну зберігання. Гематокрит компонента становить 0,50–0,70 г/л.[4]
- «Еритроцити, аферез» — компонент отриманий з крові одного донора методом автоматичного аферезу із застосуванням клітинних сепараторів різних типів. Типовий еритроцитоферез дозволяє заготовляти 1 або 2 дози компонента від одного донора, що дозволяє запобігти виникненню реакції реципієнта на антигени донора і зменшити ризик перенесення гемотрансфузійних вірусних інфекцій. Метод еритроцитоферезу найчастіше використовують для отримання 2-х доз аферезних еритроцитів, збіднених на лейкоцити або 2-х доз еритроцитів, збіднених на лейкоцити у додатковому розчині. Об'єм однієї дози становить (500±50) мл. Вміст гемоглобіну не менше 40 г/дозу, лейкоцитів не більше 1×106 в дозі, гемоліз — менше 0,8 % маси еритроцитів наприкінці терміну зберігання. Гематокрит компонента становить 0,50–0,70 г/л.[4]

## Покази
Основним показанням до застосування концентрату еритроцитів є значне зниження кількості еритроцитів, і виникає внаслідок цього зниження кисневого вмісту крові, що наступає в результаті гострої чи хронічної крововтрати неадекватного еритропоезу, гемолізу, депресії кровотворення, зумовлених різними гематологічними і онкологічними захворюваннями, цитостатичною і променевою терапією. Відповідно до сучасної концепції введення еритроцитів показане тільки із замісною метою.

## Протипокази
Аллоімунізація лейкоцитарними антигенами (в такому випадку — призначте збіднену лейкоцитами еритроцитарну масу), підвищена чутливість до білків плазми (тоді — відмиті еритроцити), у випадку якщо для лікування анемії достатньо інших методів.

## Критерії ефективності використання
Ефективність трансфузійної терапії еритроцитами повинна оцінюватися після введення кожної одиниці компонента. Як критерії ефективності слід використовувати клінічні дані, показники транспортування кисню, кількісного підвищення концентрації гемоглобіну. Ефективність трансфузій оцінюється за вмістом еритроцитів та гемоглобіну в периферичній крові пацієнта через 1 годину та через 12–24 години після трансфузії еритроцитів. Стійке підвищення рівня гемоглобіну та кількості еритроцитів у реципієнта через 1 годину після трансфузії відображає гістосумісність донорських еритроцитів з клітинами реципієнта, а через 24 години свідчать про приживлення донорських еритроцитів в судинному руслі реципієнта.
Застосування однієї дози еритроцитів пацієнту вагою 70 кг підвищує вміст гемоглобіну приблизно на 10 г/л та показник гематокриту на 3 % (за умови відсутності кровотечі, що триває).

## Термін придатності
Конецентрат еритроцитів необхідно зберігати при температурі 4 °C.
Еритроцитовмісні компоненти можна зберігати протягом обмеженого періоду часу (терміну придатності), що визначається властивостями розчину антикоагулянту (термін зберігання консервованої крові з цитрат-фосфат-декстрозним розчином становить 21 день, а з цитрат-фосфатглюкозо-аденіновим розчином — 35 днів).